# Fairytale of New York
 (décembre 2017).
Si vous disposez d'ouvrages ou d'articles de référence ou si vous connaissez des sites web de qualité traitant du thème abordé ici, merci de compléter l'article en donnant les références utiles à sa vérifiabilité et en les liant à la section « Notes et références ».
Fairytale of New York est une chanson des Pogues issue de l'album If I Should Fall from Grace with God de 1988, interprétée en duo par Shane MacGowan et Kirsty MacColl, et sortie en tant que single le 23 novembre 1987. Elle a été écrite par Jem Finer et Shane MacGowan.
À l'origine commencée en 1985, la chanson a fait pendant deux ans l'objet de réécritures et de tentatives avortées d'enregistrement, avant d'être finalement terminée à l'été 1987. Bien que le single n'a jamais atteint la très convoitée première place des charts anglais de Noël, elle fut deuxième des charts derrière la reprise d'Always on My Mind des Pet Shop Boys.
La chanson a atteint le top 20 britannique à treize reprises depuis sa sortie en 1987 (tous les ans depuis 2005), et a été certifiée disque de platine en 2013. La chanson s'est vendue à 1,18 million d'exemplaires au Royaume-uni en novembre 2015. Fairytale of New York a été élue comme la meilleure chanson de Noël de tous les temps dans différentes émissions et classement en Grande-Bretagne et en Irlande.

## Développement de la chanson
Les origines de la chanson sont contestées : MacGowan a indiqué que c'était le résultat d'un pari fait par le producteur des Pogues à l'époque, Elvis Costello, qui pensait que le groupe ne serait pas en mesure d'écrire une chanson de Noël à succès. Le manager des Pogues, Frank Murray, a lui déclaré qu'il était à l'origine de l'idée que le groupe devrait essayer d'écrire une chanson de Noël. Jem Finer, le joueur de banjo du groupe est venu avec la mélodie et le concept original de la chanson, qui portait sur un marin sur l'océan. L'épouse de Finer, Marcia, n'aimait pas l'histoire originale, et a suggéré de nouvelles paroles autour d'une conversation d'un couple à Noël. Finer a indiqué au journal NME : « J'avais écrit deux chansons complètes, l'un avec une bonne mélodie et des paroles merdiques, l'autre avec l'idée de « conte de fées », mais une mauvaise musique. J'ai donné les deux à Shane, qui lui a donné une mélodie comme à Broadway, et la chanson était là. »
MacGowan a choisi le nom de la chanson d'après un roman de J. P. Donleavy de 1973, A Fairy Tale of New York, que Finer lisait. En janvier 1986, le groupe a enregistré la chanson pendant les séances avec Costello qui permettrait de produire l'EP Poguetry in Motion, avec la bassiste Cait O'Riordan pour le chant de la partie féminine. La majorité des paroles ont été écrites alors que MacGowan était alité à Malmö, victime d'une double pneumonie au cours d'une tournée des Pogues en Scandinavie fin 1985. Toutefois, en dépit de plusieurs tentatives d'enregistrement, le groupe n'était pas satisfait des résultats et la chanson a été temporairement mise de côté.
En mars 1986, les Pogues tournent aux États-Unis pour la première fois. La date d'ouverture de la tournée était New York, un endroit qui a longtemps fasciné MacGowan et qui l'a poussé à écrire de nouvelles paroles pour la chanson. Parmi les anglo-américains ayant vu le concert et visité le groupe en loge après, il y eut le cinéaste Peter Dougherty et l'acteur Matt Dillon, qui joueront un rôle important dans le clip de Fairytale of New York. 
En 1986 les Pogues rencontrèrent divers problèmes : leur label Stiff Records eut des difficultés financières, les relations avec leur producteur Elvis Costello se détériorèrent et Cait O'Riordan (qui fréquentait Elvis Costello) quitta le groupe en octobre 1986. Le départ de O'Riordan signifiait que la chanson avait perdu sa chanteuse.

## Enregistrement
Les Pogues réussirent finalement à entrer en studio de nouveau au début de l'année 1987 pour commencer à travailler sur leur troisième album, avec Steve Lillywhite à la production. Une nouvelle démo de Fairytale of New York fut enregistrée aux studios Abbey Road de Londres en mars 1987, MacGowan chantant à la fois les rôles masculins et féminins. En août 1987, Lillywhite dans son home-studio proposa à sa femme Kirsty MacColl de faire un nouveau guide vocal pour le chant. Après avoir travaillé sur sa voix méticuleusement, Lillywhite rapporte l'enregistrement aux studios où les membres du groupe furent impressionnés par le chant de MacColl. MacGowan ré-enregistra sa voix aux côtés de MacColl (le duo n'a jamais enregistré la chanson ensemble dans un studio) et la chanson fut complétée par une harpe jouée par Siobhan Sheahan, et une section de cors et de cordes.

## Composition
La chanson suit un immigrant irlandais à la veille de Noël. Il rêve à des vacances passées pendant son sommeil dans une cellule de dégrisement de New York. Quand un vieil homme entre lui aussi en état d'ébriété dans la cellule en chantant un extrait de la ballade irlandaise The Rare Old Moutain Dew, le narrateur (MacGowan) commence à rêver du personnage féminin de la chanson. Le reste de la chanson (qui peut être un monologue intérieur) prend la forme d'un échange entre le couple, leurs espoirs de jeunesse brisés par l'alcoolisme et la toxicomanie.

## Clip de la chanson
Le clip de la chanson a été réalisé par Peter Dougherty et filmé à New York pendant un froid glacial de la semaine de Thanksgiving 1987. Une partie de la vidéo a été filmée à l'intérieur d'un poste de police sur le Lower East Side. Matt Dillon joue un officier de police qui arrête MacGowan. 
Une source d'inspiration est le film de Sergio Leone Il était une fois en Amérique, notamment pour l'introduction.

## Controverses
La chanson a été contestée à cause du deuxième couplet, où MacGowan désigne le personnage de MacColl comme « une vieille salope héroïnomane », et MacColl répond avec une tirade qui comprend les mots « tapette » et « cul » (« faggot » et « arse »). Le 18 décembre 2007, la BBC Radio 1 interdit ces mots et joua une version censurée. Finalement la radio est revenue sur sa décision après une journée de protestations d'auditeurs.

## Réception
La chanson est sortie au Royaume-Uni et en Irlande en novembre 1987 et devient rapidement un hit, passant cinq semaines au Numéro 1 dans les charts irlandais. La chanson fut numéro 2 des charts britanniques la semaine de Noël.
La chanson est ressortie en 1991 (n°36), et, de nouveau, pour Noël 2005 (atteignant la troisième place des charts). En raison du téléchargement, même sans sortie physique, la chanson est ré-entrée dans le Top 75 chaque mois de décembre depuis 2005.

## Liste des pistes

### Sortie originale de 1987
- 7" single

1. Fairytale of New York (Jem Finer, Shane MacGowan) – 4:33
2. The Battle March Medley (Terry Woods) – 4:07

- 12", cassette et CD single

1. Fairytale of New York (Finer, MacGowan) – 4:33
2. The Battle March Medley (Terry Woods) – 4:07
3. Shanne Bradley (MacGowan) – 3:38

### Réédition de 1991
- 7" et cassette single

1. Fairytale of New York (Finer, MacGowan) – 4:33
2. Fiesta (Finer, MacGowan) – 4:33

- 12" et CD single

1. Fairytale of New York (Finer, MacGowan) – 4:33
2. A Pair of Brown Eyes (Live) (MacGowan) – 3:40
3. The Sick Bed of Cúchulainn (Live) (MacGowan) – 3:16
4. Maggie May (Live) (Rod Stewart, Martin Quittenton) – 4:23

La reprise live fut enregistrée au Barrowland Ballroom de Glasgow et 1987

### Réédition de 2005
- 7" single

1. Fairytale of New York (Finer, MacGowan) – 4:33
2. The Battle March Medley (Woods) – 4:07

- CD single

1. Fairytale of New York (Finer, MacGowan) – 4:33
2. Fairytale of New York (instrumental) (Finer, MacGowan) – 4:33

### Réédition de 2012
- 7" single

1. Fairytale of New York (Finer, MacGowan) – 4:33
2. Fairytale of New York (instrumental) (Finer, MacGowan) – 4:33

## Dans la culture populaire
La chanson est présente dans P.S. I love you (2007).
La chanson est présente dans Les Gardiens de la Galaxie : Joyeuses Fêtes (2022).

## Reprises
- Le titre est repris en 2024 par le groupe En attendant Ana dans son single de Noël